# Municipio de San José Tenango
El municipio de San José Tenango es uno de los 570 municipios que conforman al estado mexicano de Oaxaca. Pertenece al distrito de Teotitlán, dentro de la Región Sierra de Flores Magón. El municipio tiene una superficie de 144,17 km².

## Principales Localidades
- San José Tenango
- Puerto Buena Vista
- Agua Colorada
- Cerro Central
- Llano de Arnica
- Pozo de Águila
- San Martín Caballero
- Teocuatlan
- Unión de Hidalgo[4]
- Altamira
- Cañada De Mamey
- Agua Ciénaga
- Agua Pescadito
- Agua de Cedro
- Agua de Golondrina
- Agua Platanillo
- Cerro Rabón
- Cerro Otate
- Santa Catarina
- Sitio Caballero
- Sitio Iglesia
- Cerro Álamo
- Aguacatitla
- Cañada Grande.
- Palo plumaje
- Piedra del sol

```
*San Jorge Buenavista 
```

En el año 2005, el municipio tenía una población total de 18.120.
En el 2020, la población en San José Tenango fue de 18,102 habitantes (47.3% Hombres y 52.7% Mujeres). En comparación a 2010, la población en San José Tenango decreció un -2.03%.
En 2015, 21.1% de la población se encontraba en situación de pobreza moderada. La población vulnerable por carencias sociales alcanzó un 4.52%, mientras que la población vulnerable por ingresos fue de 0.0026%.
En 2020, 62.9% de la población en San José Tenango no tenía acceso a sistemas de alcantarillado, 68% no contaba con red se suministro de agua, 2.59% no tenía baño y 11.8% no poseía energía eléctrica.

## Política

### Representación legislativa
Para la elección de diputados locales al Congreso de Oaxaca y de diputados federales a la Cámara de Diputados federal, el municipio de San José Tenango se encuentra integrado en los siguientes distritos electorales:
Local:
- Distrito electoral local de 1 de Oaxaca con cabecera en Acatlán de Pérez Figueroa.[7]

Federal:
- Distrito electoral federal 2 de Oaxaca con cabecera en Teotitlán de Flores Magón.[8]

### Presidentes municipales
- (2019-2021 - ): Hugo García Ríos